# Vishvarupa

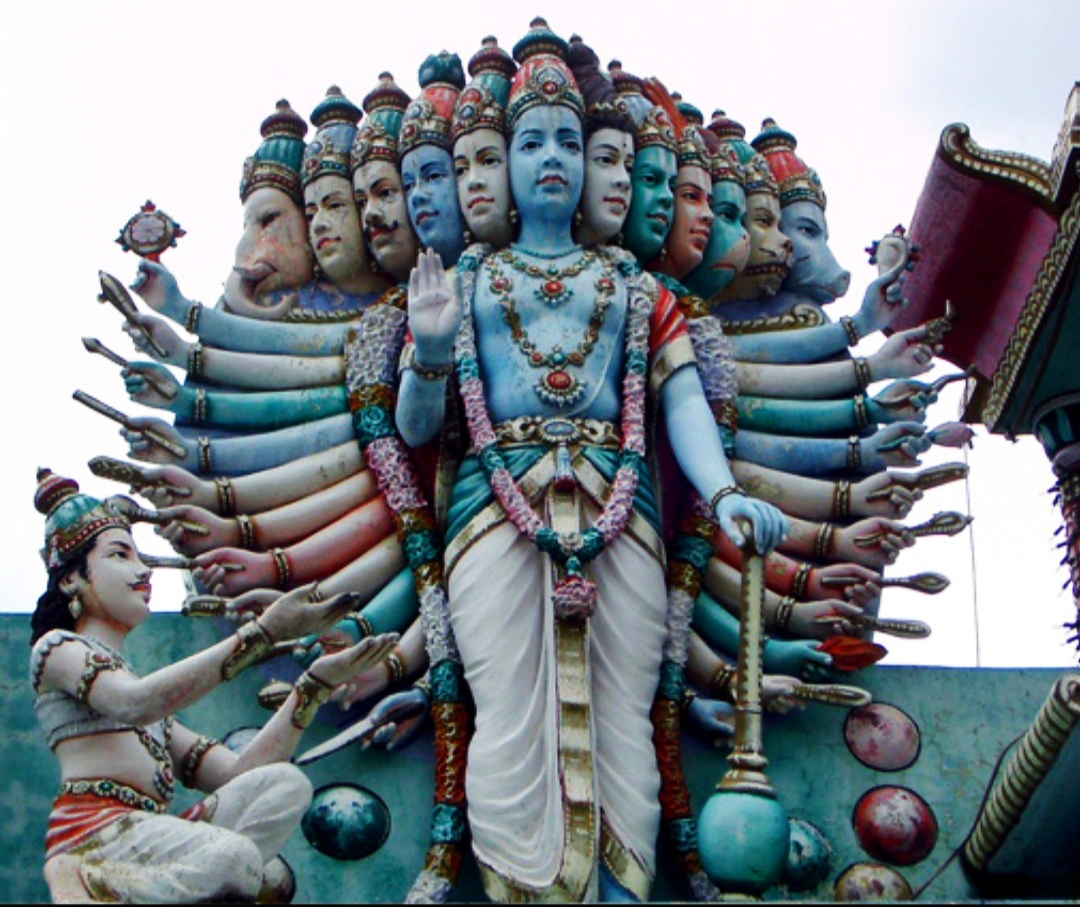
Arjuna se curva ao Vishvarupa de Vishnu-Krishna.

Vishvarupa, também escrito como Vishwaroopa e conhecido como Virata rupa, é uma forma iconográfica e teofânica de uma divindade hindu, mais comumente associada a Vishnu no hinduísmo contemporâneo. Embora existam várias teofanias de Vishvarupa, a mais celebrada é a do Bhagavad Gita, dada por Krishna no épico Mahabharata, que foi contada ao príncipe Pandava Arjuna no campo de batalha de Kurukshetra durante a guerra entre os Pandavas e os Kauravas. Vishvarupa é considerada a forma suprema de Vishnu, onde todo o universo é descrito como contido dentro dele.